# Andrea Fendt
Andrea Fendt (31 de enero de 1960) es una deportista alemana que compitió para la RFA en luge. Ganó una medalla de plata en el Campeonato Mundial de Luge de 1978, en la prueba individual.

## Palmarés internacional
| Campeonato Mundial | Campeonato Mundial | Campeonato Mundial | Campeonato Mundial |
| Año                | Lugar              | Medalla            | Prueba             |
| ------------------ | ------------------ | ------------------ | ------------------ |
| 1978               | Imst (Austria)     | Medalla de plata   | Individual         |